# Mecodina praecipua
Mecodina praecipua är en fjärilsart som beskrevs av Walker 1865. Mecodina praecipua ingår i släktet Mecodina och familjen nattflyn. Inga underarter finns listade i Catalogue of Life.